# Leica Gallery Prague
Leica Gallery Prague je fotografická galerie v Praze.

## Historie
Leica Gallery Prague, o.p.s. vznikla v roce 2002 a je zaměřena výhradně na prezentaci fotografie. Původním působištěm bylo Nejvyšší purkrabství Pražského hradu. Tam galerie realizovala řadu výstav významných světových fotografů. V roce 2005 představila veřejnosti mobilní výstavní projekt „Galerie ve vlaku“.

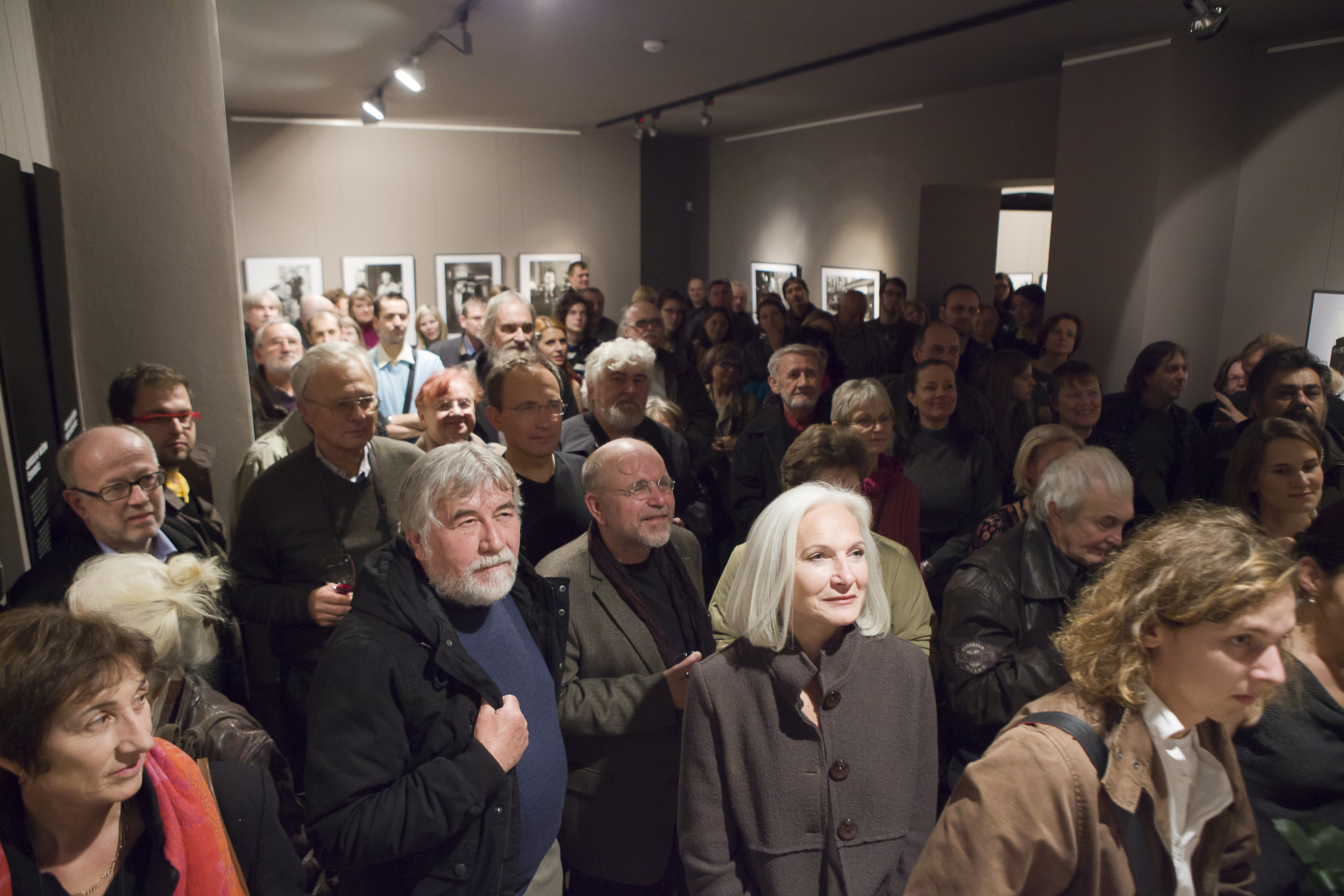
Vernisáž výstavy Jaroslav Kučera: Černobíle 1969-2010

Výstava Workers Sebastiãa Salgada objela ve speciálně upravených železničních vagonech vybraná města České a Slovenské republiky. Následovaly další dva ročníky s projekty Antonína Kratochvila a manželů Wendersových. Od roku 2008 působí galerie v centru Prahy ve Školské ulici.
Mezi realizované výstavy patří projekty světových umělců jako jsou Mary Ellen Mark, Elliott Erwitt, Anton Corbijn, Helmut Newton, Edward Steichen, René Burri, Sebastião Salgado, Antonín Kratochvíl, Sarah Moon, Michel Comte, Andreas Bitesnich, Werner Bischof nebo Jim Marshall.
Od srpna 2012 byla Leica Gallery Prague oficiálně přiřazena do rodiny Leica galerií, světové sítě galerií, působících při mateřské společnosti Leica Camera. K dubnu 2024 bylo v této síti celkem 29 galerií na pěti kontinentech světa (Severní a Jižní Amerika, Evropa, Asie a Austrálie).

## Galerie
Cílem galerie je zvyšování povědomí o fotografii mezi širokou veřejností a soustředí se zejména na českou a slovenskou fotografii. Ve Školské ulici je k vidění ročně šest výstav, které jsou provázeny rozmanitým doprovodným programem jako jsou pravidelné besedy s osobnostmi oboru fotografie, komentované prohlídky výstav, lektorské programy pro studenty a různé typy workshopů. Na prezentaci českých a slovenských fotografů spolupracuje Leica Gallery Prague také s řadou zahraničních galerijních subjektů. Galerie byla opakovaně vybrána k účasti na Paris Photo, jedné z největších přehlídek fotografie na evropském kontinentě.

## Kavárna
Leica Gallery Café je kavárna fungující společně s galerií.

## Knihkupectví

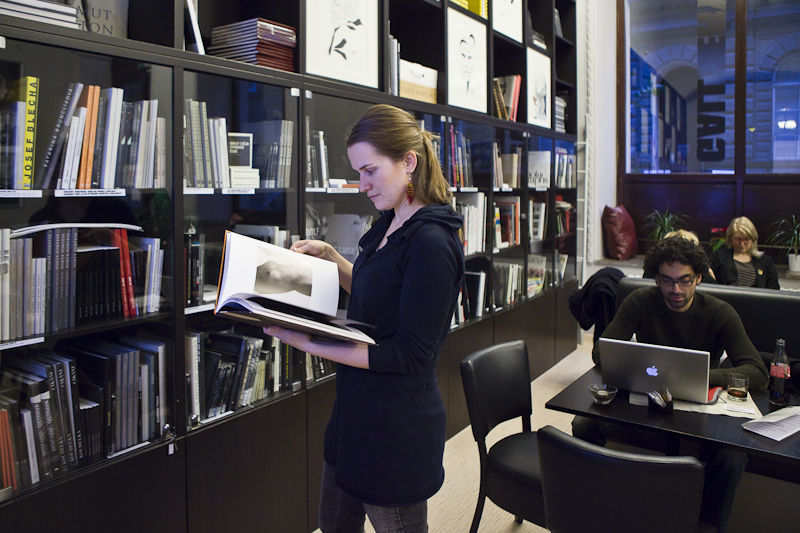
Knihkupectví Leica Gallery Prague

Specializované fotografické knihkupectví Leica Gallery Prague má v sortimentu fotografické publikace od fotografických sborníků, monografie autorů až po sběratelské edice od českých i zahraničních autorů. Většina knih je v anglickém jazyce.

## Publikace
Leica Gallery Prague příležitostně vydává vlastní katalogy k výstavám či monografie autorů.
- Dana Kyndrová: S nimi a bez nich, Praha 2015 – katalog k výstavě
- Jan Ságl: Deset stran jedné mince, Praha 2014 – katalog k výstavě
- Markéta Luskačová: Fotografie 1964–2014, Praha 2014 – katalog k výstavě
- Eva Fuka: Pábení, Praha 2013 – monografie vydaná při příležitosti výstavy
- Dagmar Hochová: Akrobat na glóbu života, Praha, 2011 – katalog k výstavě

## Výstavy
Výběr výstav:

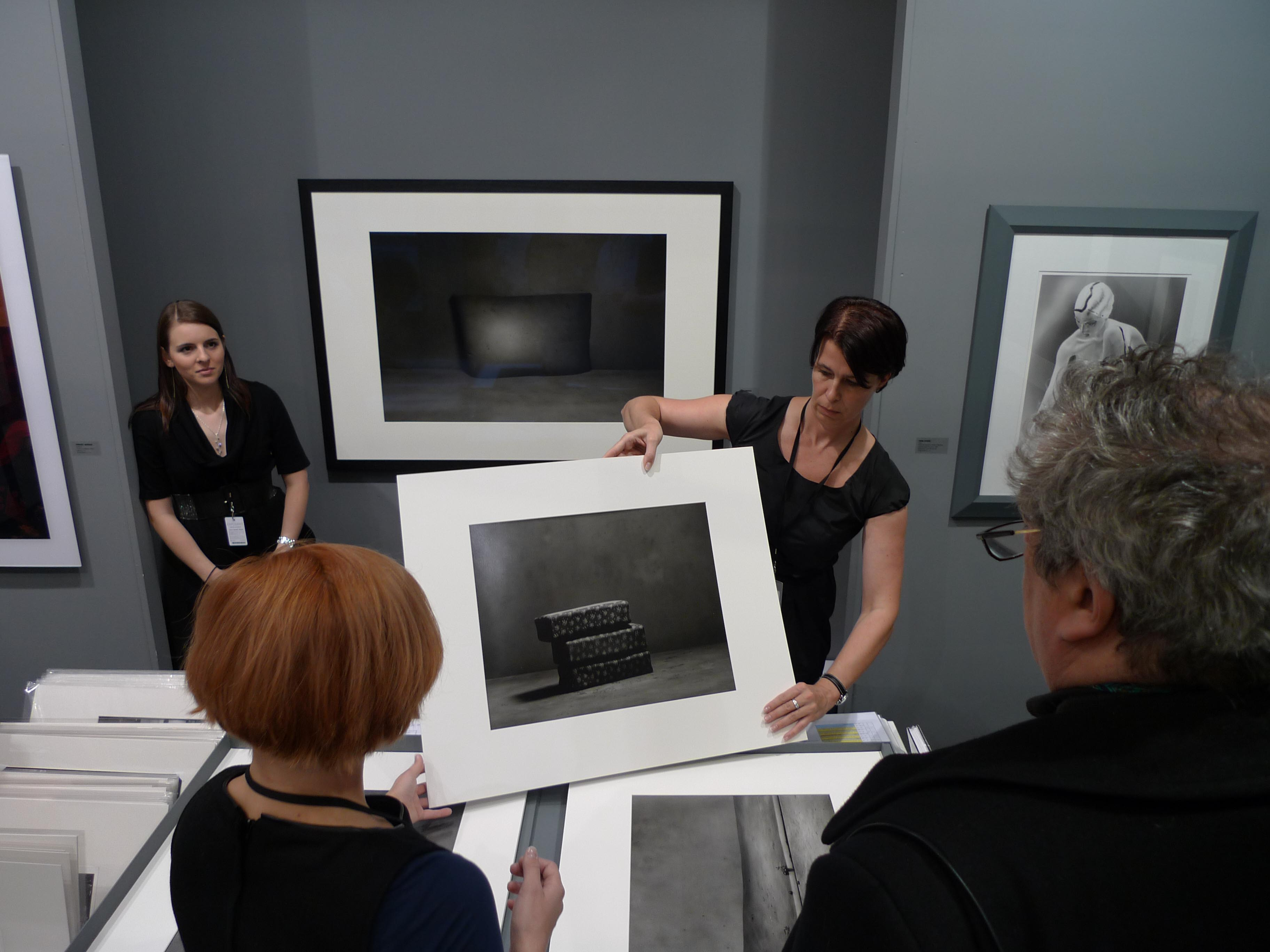
Prezentace Leica Gallery Prague na Paris Photo 2012

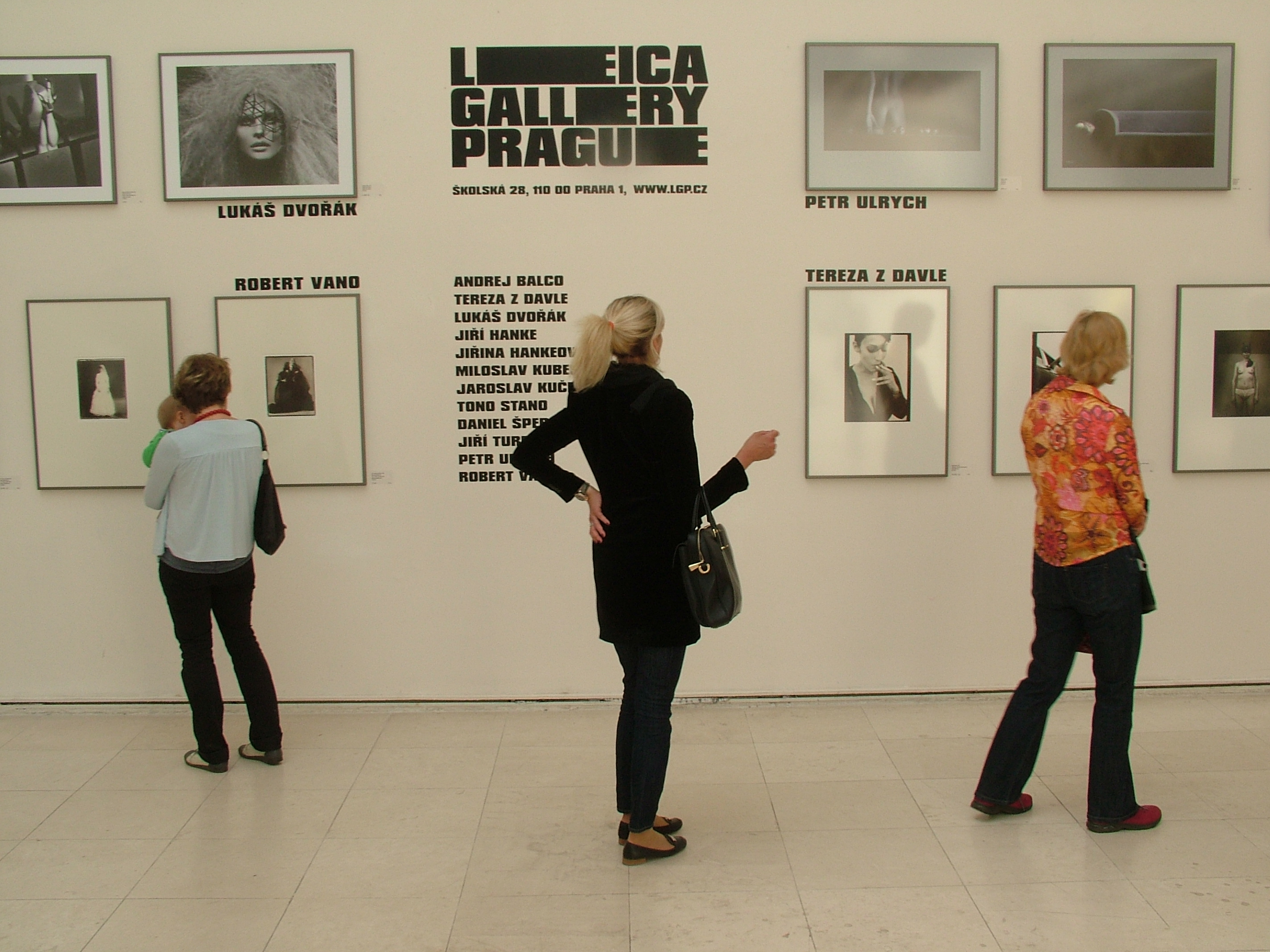
Prezentace Leica Gallery Prague na Prague Photo 2011

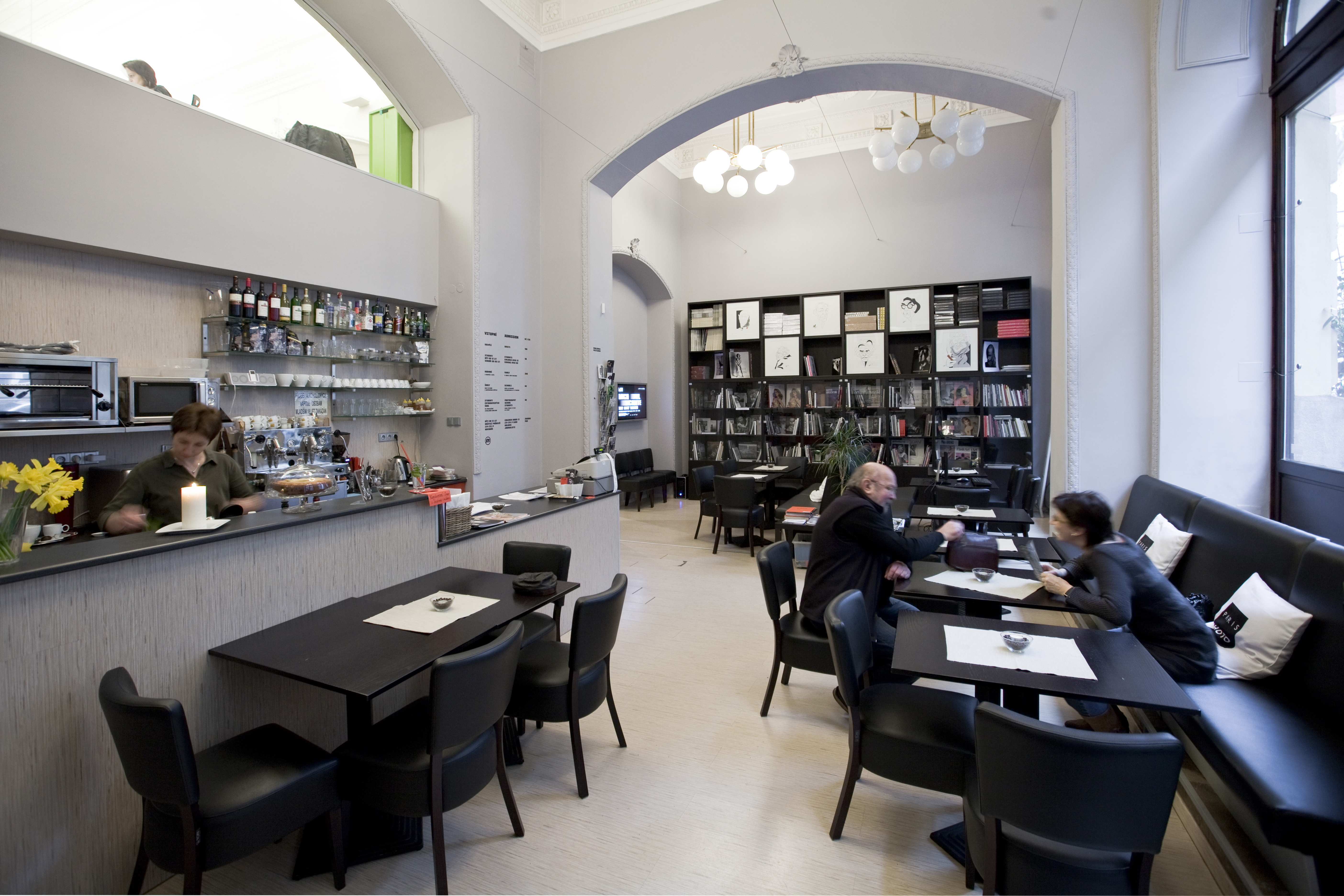
Kavárna Leica Gallery Prague

- 2025 – Kevin V. Ton: Oči dokořán, 7. března - 20. dubna 2025[5]
- 2024 – Dana Kyndrová: Devadesátky, 13. 6. - 15. 9. 2024[6]
- 2019 – Jürgen Schadeberg: Pocta mistrům fotografie
- 2018 – Alex Webb, 22. 6. – 26. 8. 2018[7]
- 2017 – Jaroslav Kučera: Tiché dialogy, kurátorka: Daniela Mrázková, 3. 2. – 2. 4. 2017[8]
- 2016 – Avantgardní fotograf Jaromír Funke, 25. 11. 2016 – 29. 1. 2017, kurátor: Vladimír Birgus,[9]; Dana Kyndrová: S nimi a bez nich, 24. 6. – 4. 9. 2016; Jim Marshall: The Haight: Love, Rock & Revolution, 29. 1. – 28. 3. 2016
- 2015 – Werner Bischof: Pocta Werneru Bischofovi, 27. 11. 2015 – 24. 1. 2016, kurátor: Marco Bischof; Staša Fleischmannová a Olga Housková, Foto OKO, 10. 4. — 14. 6. 2015, kurátor: Josef Moucha; Miroslav Machotka: Události míst | Retrospektiva, 23. 1. — 6. 4. 2015, kurátor: Eva Heyd
- 2014 – Markéta Luskačová: Fotografie 1964–2014, 12. 9. – 2. 11. 2014; Miloň Novotný: Londýn 60. let, 14. 2. – 11. 4. 2014
- 2013 – Jacob Aue Sobol: Příjezdy a odjezdy / Moskva – Ulánbátar – Peking, 21. 6. – 8. 9. 2013; Tono Stano, Moje barvy, 19. 4. – 16. 6. 2013; Eva Fuková, Pábení, 15. 2. – 14. 4. 2013; Frame012, přehlídka vítězných prací fotografické soutěže, 11. 1. – 10. 2. 2013
- 2012 – wowe, Portraits of WOWE; Neúprosné světlo / Sociální fotografie v meziválečném Československu, skupinová výstava; Antonín Kratochvíl, Domovina; Jan Lukas, Newyorský deník; Andreas Bitesnich, Deeper Shades / New York; Frame011, přehlídka vítězných prací fotografické soutěže
- 2011 – Dagmar Hochová, Akrobat na glóbu života; Jiří Hanke, Kladno – 80. léta; Ivan Prokop, Photopass; Jiří Turek, cityLAB; Tereza z Davle, Grandhotel; Michel Comte, Not Only Women; Frame010, přehlídka vítězných prací fotografické soutěže
- 2010 – Jaroslav Kučera, Černobíle (Praha 1969–2010); Marie Šechtlová, Fotografie 1960–70; Frame009, přehlídka vítězných prací fotografické soutěže; Lukáš Dvořák; Kamil Vojnar, Flying blind
- 2009 – Robert Vano, Platinová kolekce; Vojtěch Sláma, Vlčí med; Jan Zátorský, My & Vy – jedeme vlakem; Vladimír Birgus, Okraje reality; Ruud van Empel; Frame008, výsledky vítězných prací fotografické soutěže
- 2008 – Kdo nezná minulost, nemá budoucnost, skupinová výstava; Vilém Kropp – Na Václaváku o Václaváku, stan Leica Gallery na Václavském náměstí; Andrej Balco, Domésticas; Jiří Turek, Fashion & ...; Sarah Moon – Cirkus
- 2007 – Wim & Donata Wenders, The Million Dollar Hotel, galerie ve vlaku
- 2006 – Antonín Kratochvíl, Persona, galerie ve vlaku
- 2005 – Sebastião Salgado; René Burri
- 2004 – Miroslav Hucek – Cesta za snem; René Burri, Utopia; Bob Willoughby, Audrey Hepburn; Lukas, Kolář, Sobek – Tři generace českého dokumentu; Bernd Arnold, Moc a rituál; Elliott Erwitt, Magic hands; Raghu Rai, Éxposure
- 2003 – Helmut Newton, Work; Shakespeare ve fotografii; Tvář války; ...a proto Václav Havel; Edward Steichen
- 2002 – Anton Corbijn; Peggy Sirota; Mary Ellen Mark, Fotografie